# Simon Bantsimba
Pour les articles homonymes, voir Bantsimba.
 (mai 2017).
Simon Bantsimba, né le 30 mars 1950, est un ancien arbitre congolais de football.

## Carrière
Il a officié dans des compétitions majeures : 
- Coupe du monde de football des moins de 16 ans 1985 (1 match)
- CAN 1986 (1 match)
- Coupe du monde de football des moins de 16 ans 1987 (1 match)
- CAN 1988 (1 match)